# 泰格·德魯-哈尼
泰格·德魯-哈尼（Lindzi James Tyger Drew-Honey，1996年1月26日—）是英國的一位演員、音樂人和電視節目主持人。他最著名的作品是在BBC One電視劇英國刑警組中飾演Sir Harry Pearce角色。他最著名的作品是英國情景喜劇Outnumbered。